# Oleg Kulešov
Oleg Mihajlovič Kulešov (rusko Олег Михайлович Кулешов), ruski rokometaš, * 15. april 1974, Omsk.
Leta 2004 je na poletnih olimpijskih igrah v Atlanti v sestavi ruske reprezentance osvojil bronasto olimpijsko medaljo. Leta 1996 je z reprezentanco osvojil 5. mesto.